# Luftflotte
Luftflotte eram as frotas aéreas da Luftwaffe na Segunda Guerra Mundial. Sendo a Luftwaffe organizada geograficamente, cada frota aérea era responsável por uma determinada região.

## 1939
Antes da invasão da Polónia.
- Luftflotte 1 (Nordeste da Alemanha)
- Luftflotte 2 (Noroeste da Alemanha)
- Luftflotte 3 (Sudoeste da Alemanha)
- Luftflotte 4 (Sudeste da Alemanha e Áustria)

## 1940
A partir do ataque da Grã-Bretanha.
- Luftflotte 1 (Polónia)[3]
- Luftflotte 2 (Países Baixos e Bélgica)
- Luftflotte 3 (França)[4]
- Luftflotte 4 (Áustria e República Checa)
- Luftflotte 5 (Noruega e Dinamarca)[5]

## 1942
Durante as operações na frente oriental e no norte de África.
- Luftflotte 1 (Norte da frente russa)[3]
- Luftflotte 2 (Norte de África, sul da Itália e Grécia)[6]
- Luftflotte 3 (França, Bélgica e Países Baixos)[4]
- Luftflotte 4 (Costa do Mar Negro, Ucrânia, Cáucaso)[7]
- Luftflotte 5 (Noruega e Finlândia)[5]
- Luftflotte 6 (Frente russa central, Bielorrússia)[8]

## 1944
Durante a fase final da frente oriental, nos Balcãs, no norte da Itália e no oeste.
- Luftflotte 1 (Costa báltica)
- Luftflotte 2 (Norte da Itália)[6]
- Luftflotte 3 (França, Bélgica e Países Baixos)[4]
- Luftflotte 4 (Hungria, Jugoslávia, Bulgária e Roménia)[7]
- Luftflotte 5 (Noruega e Finlândia)[5]
- Luftflotte 6 (Frente russa central, Bielorrússia)[8]
- Luftflotte Reich (Alemanha)[9]
- Luftflotte 10 (Substituição e treino de unidades) (Berlim)[10]

## 1945
Durante o período final do conflito até à rendição alemã.
- Luftflotte 1 (Lituânia)
- Luftflotte 2 (Norte da Itália)[6]
- Luftflotte 3 (Alemanha ocidental e Países Baixos)
- Luftflotte 4 (Hungria e Jugoslávia)[7]
- Luftflotte 5 (Noruega e Finlândia)[5]
- Luftflotte 6 (Este da Alemanha)[8]
- Luftflotte Reich (Alemanha central)[9]
- Luftflotte 10 (Berlim)[10]